# FIBA 농구 월드컵
FIBA 농구 월드컵(FIBA Basketball World Cup)은 농구 분야의 국제 기구인 FIBA에 가맹한 농구 협회(연맹)의 남자 농구 국가대표팀이 참가하는 국제 농구 대회이다. 대한민국 농구 국가대표팀은 1970년에 첫 출전하였다.

## 역대 대회 결과
| 연도   | 개최국                 |              | 결승전       | 결승전       | 결승전       |                | 3·4위 결정전   | 3·4위 결정전 | 3·4위 결정전 |
| 연도   | 개최국                 | 우승         | 득점         | 2위          | 3위          | 득점           | 4위            |              |              |
| 1950년 | 아르헨티나             | 아르헨티나   | 64-50        | 미국         | 칠레         | 51-40          | 브라질         |              |              |
| 1954년 | 브라질                 | 미국         | 62-41        | 브라질       | 필리핀       | 66-60          | 프랑스         |              |              |
| 1959년 | 칠레                   | 브라질       | 81-67        | 미국         | 칠레         | 86-85 연장전   | 중화 타이베이  |              |              |
| 1963년 | 브라질                 | 브라질       | 90-71        | 유고슬라비아 | 소련         | 69-67          | 미국           |              |              |
| 1967년 | 우루과이               | 소련         | 71-59        | 유고슬라비아 | 브라질       | 80-71          | 미국           |              |              |
| 1970년 | 유고슬라비아           | 유고슬라비아 | 80-55        | 브라질       | 소련         | 62-58          | 이탈리아       |              |              |
| 1974년 | 푸에르토리코           | 소련         | 82-79        | 유고슬라비아 | 미국         | 83-70          | 쿠바           |              |              |
| 1978년 | 필리핀                 | 유고슬라비아 | 82-81 연장전 | 소련         | 브라질       | 86-85          | 이탈리아       |              |              |
| 1982년 | 콜롬비아               | 소련         | 95-94        | 미국         | 유고슬라비아 | 119-117        | 스페인         |              |              |
| 1986년 | 스페인                 | 미국         | 87-85        | 소련         | 유고슬라비아 | 117-91         | 브라질         |              |              |
| 1990년 | 아르헨티나             | 유고슬라비아 | 92-75        | 소련         | 미국         | 107-105 연장전 | 푸에르토리코   |              |              |
| 1994년 | 캐나다                 | 미국         | 137-91       | 러시아       | 크로아티아   | 78-60          | 그리스         |              |              |
| 1998년 | 그리스                 | 유고슬라비아 | 64-62        | 러시아       | 미국         | 84-61          | 그리스         |              |              |
| 2002년 | 미국                   | 유고슬라비아 | 84-77 연장전 | 아르헨티나   | 독일         | 117-94         | 뉴질랜드       |              |              |
| 2006년 | 일본                   | 스페인       | 70-47        | 그리스       | 미국         | 96-81          | 아르헨티나     |              |              |
| 2010년 | 튀르키예               | 미국         | 81-64        | 터키         | 리투아니아   | 99-88          | 세르비아       |              |              |
| 2014년 | 스페인                 | 미국         | 129-92       | 세르비아     | 프랑스       | 95-93          | 리투아니아     |              |              |
| 2019년 | 중화인민공화국         | 스페인       | 95-75        | 아르헨티나   | 프랑스       | 67-59          | 오스트레일리아 |              |              |
| 2023년 | 필리핀 일본 인도네시아 | 독일         | 83-77        | 세르비아     | 캐나다       |                | 미국           |              |              |

## 같이 보기
- 올림픽 농구
- FIBA 여자 농구 월드컵
- FIBA U-19 여자 농구 월드컵

### 주해
1. ↑  이 후 독립된 세르비아 농구 국가대표팀의 기록 승계는 유고슬라비아 연방 공화국 시절부터 포함된다.